# Нашествие монголов (песня)
Нашествие монголов (яп. 元寇 Гэнко:) — японская патриотическая песня (гунка) 1892 года о втором монгольском нашествии на Японию. Автор слов и музыки — Кэнси Нагаи.

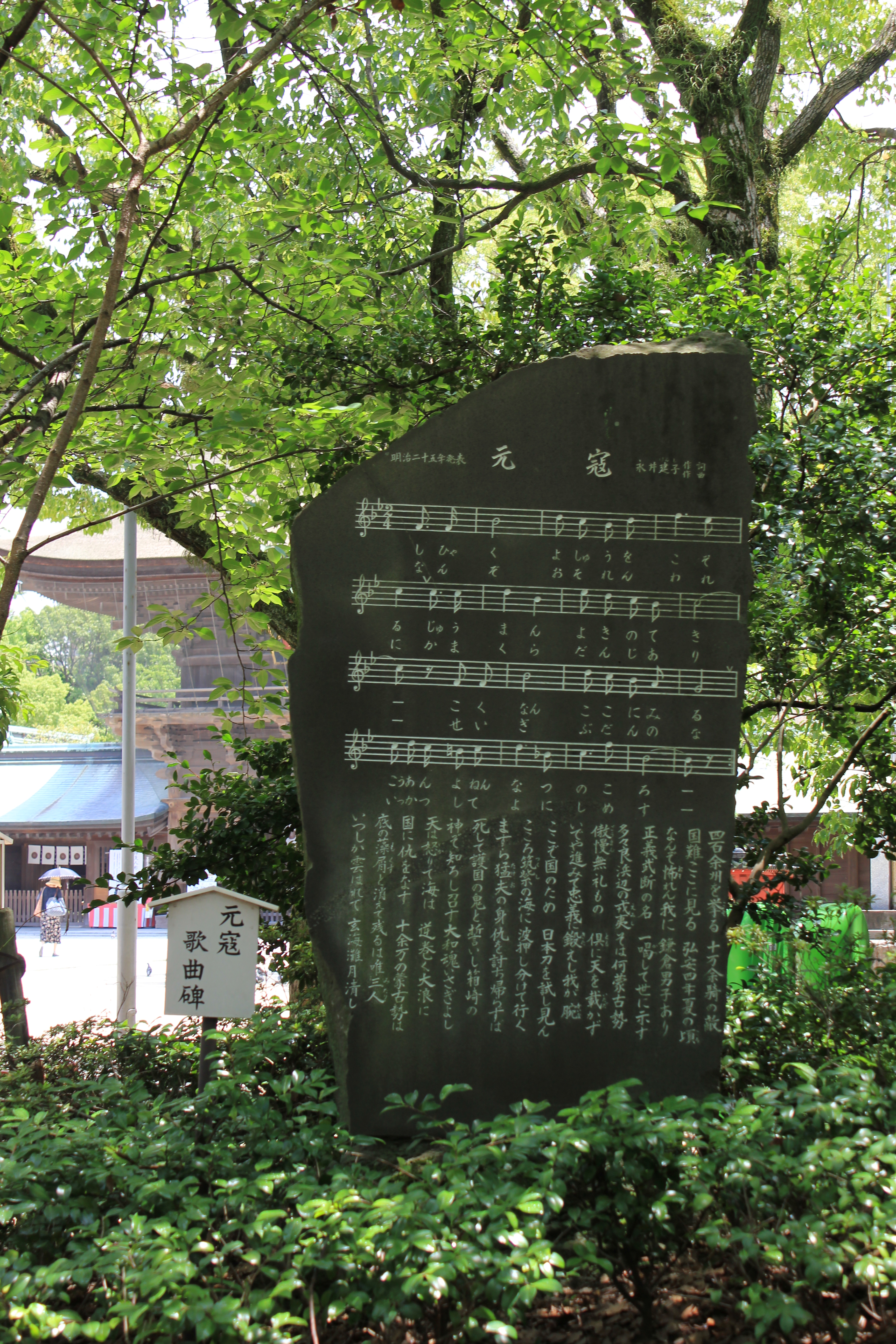
Мемориальный камень с текстом и нотами песни на территории синтоистского храма Хакодзаки

В 1890-х годах правительство Японии вовсю готовилось к нападению на Китай, и важной мерой подготовки было поднятие патриотического духа населения. С этой целью оно напомнило народу о самом значительной на тот момент войне в истории страны — нашествиях монгольского хана Хубилая на Кюсю. За два года до начала первой японо-китайской войны японское правительство в память о победах XIII века установило в городе Фукуока, лежавшем на берегах залива Хаката, памятник императору Камэяме. Чтобы сделать это событие более заметным, музыкант Кэнси Нагаи написал песню «Нашествие монголов». Песня получила известность: имеются свидетельства о том, что один из японских отрядов пел её в ходе битвы с китайцами за Пхеньян 15 сентября 1894 года; битва окончилась победой японцев. Накаба Ямада, автор англоязычной книги «Ghenko, the Mongol Invasion of Japan» (1916), отмечал значимость песни для японцев и сравнивал её по патриотическому духу с французской «Марсельезой» и английской «Правь, Британия, морями!». С течением времени «Нашествие монголов» не потеряло популярности: в 2000-х годах население Японии по-прежнему поёт эту песню.

## Историческая основа
Весной 1281 года монголы послали для завоевания Японии два независимых флота. Один — внушительный в 900 кораблей, с 40 000 корейских, китайских и монгольских солдат на борту, вышедший из Масана, а второй, ещё более впечатляющий флот на 3 500 кораблей с 100 000 солдатами вышел с юга Китая. Второй флот и, соответственно, вся армада вторжения были самыми большими в истории человечества и сохраняли этот статус до 1944 года.
План захвата заключался в совершении скоординированной атаки объёдинённым флотом. Однако с этим вышла промашка, получился конфуз: когда монголы собрались атаковать японские берега, начался сильнейший тайфун, который потопил большую часть флота захватчиков. Стоит заметить, что первое монгольское вторжение в Японию в 1274 году окончилось аналогично.
Оба тайфуна, разметавших монгольские корабли, были восприняты японцами как несомненное заступничество и помощь против иноземцев-захватчиков со стороны высших сил. Это впечатление усилилось ещё и тем, что второй тайфун начался как раз вечером того дня, когда посланники императора Камэямы вознесли молитвы об избавлении от монголов в храме верховной богини Аматэрасу в городе Исэ. Тайфуны, которым дали название «божественный ветер» (神風 камикадзе), сильно укрепили в сознании японцев ура-патриотическую идею о том, что их страна является непобедимой «землёй богов»; идея продержалась вплоть до поражения Японии во Второй мировой войне.

## Текст
| Оригинальный текст | Нормализация | Построчный перевод |
| --- | --- | --- |
| 四百余州を挙る 十万余騎の敵 国難ここに見る 弘安四年夏の頃 なんぞ怖れんわれに 鎌倉男子あり 正義武断の名 一喝して世に示す 多々良浜辺の戎夷 そは何 蒙古勢 傲慢無礼もの 倶に天を戴かず 出でや進みて忠義に 鍛えし我が腕 ここぞ国のため 日本刀を試しみん こころ筑紫の海に 浪押し分けてゆく 益荒猛男の身 仇を討ち帰らずば 死して護国の鬼と 誓いし箱崎の 神ぞ知ろし召す 大和魂いさぎよし 天は怒りて海は 逆巻く大浪に 国に仇をなす 十余万の蒙古勢は 底の藻屑と消えて 残るは唯三人 いつしか雲はれて 玄界灘 月清し | Сихякуёсю: о кодзору Дзю: манъё ки но тэки Кокунан коко ни миру Ко: ан ёнэн нацу но коро Нандзо осорэн варэ ни Камакура дандзи ари Сэйги будан но на Иккацу ситэ ё ни симэсу Татара хамабэ но эмиси Со ва нани мо: кодзэи Го: ман-бурэи моно Томо ни тэн о итадакадзу Идэ я сусумитэ тю: ги ни Китаэси вага каина Коко дзо куни но тамэ Ниппонто: о тамэсимин Кокоро Цукуси но уми ни Нами осивакэтэ юку Масуратакэо но ми Ада о утикаэрадзуба Си ситэ гококу но они то Тикаиси Хакодзаки но Ками дзо сиросимэсу Ямато-дама исагиёси Тэн ва икаритэ уми ва Сакамаку о: нами ни Куни ни ада о насу Дзю: ёман но мо: кодзэи ва Соко но мокудзу то киэтэ Нокору ва тада митари Ицусика кумо харэтэ Гэнкай-нада цуки киёси | Со всего Китая собралось Больше ста тысяч вражеских всадников, И у нас разразился народный кризис Летом 4-го года эры Коан Мы — неустрашимые Воины сёгуната Камакура, Военной силой с сердитым криком Покажем миру справедливость. Кто эти дикари, явившиеся на побережье Татара? Это множество монголов. Нам не ужиться под одним небом С этими дерзкими наглецами. Мы стремимся соблюдать верность. С мастерством, закалённым долгими тренировками, Ради родной страны Испробуем-ка вот здесь наши японские мечи. Напрягая все силы, плывём мы по морю Цукуси, Раздвигая волны. А если ты, храбрец, Будешь бить врага и не вернёшься, То станешь после смерти героем, защищавшим страну. Бог храма Хакодзаки, где ты клялся, Знает о доблести Японского духа. Небеса разгневались, а море Подняло высокие волны. Больше ста тысяч монголов, Обратившихся против нашей страны, Нашли смерть на морском дне, Осталось их только трое. Не успели мы оглянуться, как тучи развеялись, А над морем Гэнкай ярко засияла луна. |

Комментарии к тексту
1. ↑   4-й год эры Коан — 1281 год по стандартному летоисчислению.
2. ↑  Сёгунат Камакура (1185—1333) — первый японский сёгунат, власть которого распространялась на всю Японию. Назван по имени тогдашней столицы страны, города Камакура.
3. ↑  Татарское побережье — местность на берегах залива Хаката.
4. ↑  Цукуси — старое название северо-западной части Кюсю. Море Цукуси — морская область около этой части. В строчке содержится игра слов: «кокоро Цукуси» похоже на выражение «кокоро о цукусу» — «стараться изо всех сил», «напрягать все силы».
5. ↑  Храм Хакодзаки — синтоистский храм, расположенный на берегах бухты Хаката. Посвящён богу войны Хатиману. Был сожжён во время первого монгольского вторжения, но впоследствии восстановлен. После того, как восстановление было завершено, император Камэяма преподнёс храму табличку с надписью «Пусть вражеское государство сдастся» (яп. 敵国降伏 Тэкикоку ко: фуку), которая была укреплена над воротами.
6. ↑  Гэнкай — местное название юго-западной части Японского моря.